# Le Gros Caillou (Vendegies-sur-Écaillon)

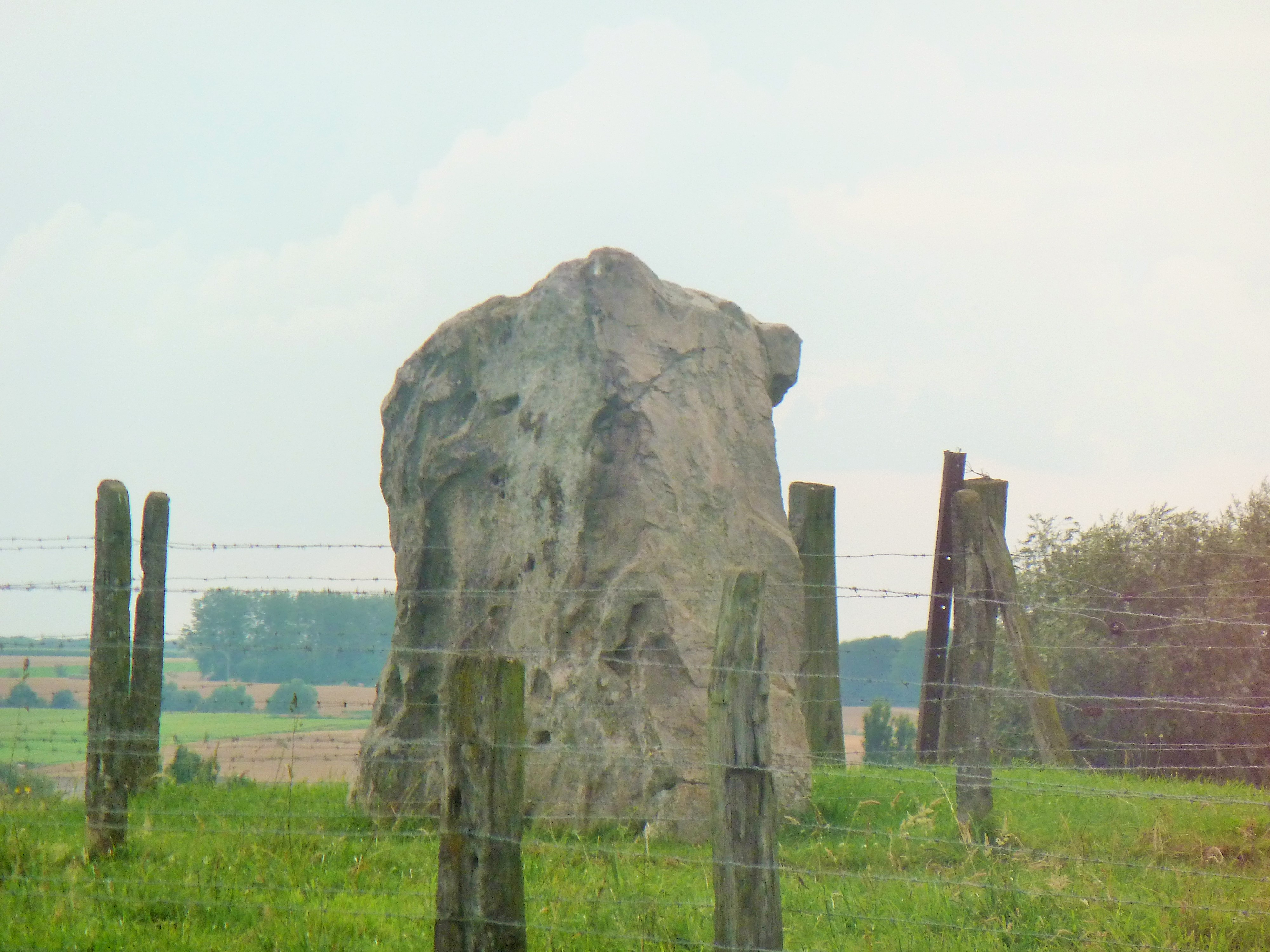
Le Gros Caillou

Der 2,3 m hohe, graue Menhir Le Gros Caillou (deutsch „der große Kieselstein“ – auch Grès-de-Montfort genannt), der ursprünglich ein Dolmen gewesen sein soll, steht auf einem Hügel nordwestlich des Weilers Vendegies-sur-Écaillon westlich von Maubeuge im Département Nord unweit der Grenze zu Belgien, in Frankreich.

## Objekte gleichen Namens
Le Gros Caillou ist auch eines der Wahrzeichen des Bezirks Croix-Rousse in Lyon. Es ist ein großer, harter grau-weißer Stein, dessen mineralogische Zusammensetzung darauf hindeutet, dass der Findling von Gletschern der Alpen nach Lyon transportiert wurde.
In Oisy-le-Verger steht ein weiterer Menhir dieses Namens.